# Bagh (Paquistão)
Bagh é uma cidade do Paquistão localizada na província de Punjab.